# شبيب (اسم)
شبيب هو اسم علم مذكر من أصل عربي، ومعناه هو المكثر من التشبب، والغلام الذي شب وصار فتى ونشط ويشير ايضاً معنى الاسم الشخص الذي خالط شعره الشيب فأصبح أكثر هيبه ووقار .

## شخصيات تحمل الاسم
- شبيب الخارجي (647 – )
- شبيب الشيباني
- شبيب المالكي (1936 – )
- شبيب باشا الأسعد (1852 – )
- شبيب بن البرصاء
- شبيب بن بشر (تابعي، وأحد رواة الحديث النبوي من أهل الكوفة)
- شبيب بن تيمور (22 أغسطس 1943 – )
- شبيب بن حاتم الطائي
- شبيب بن شيبة
- شبيب بن غرقدة البارقي

## وصلات خارجية
- موسوعة السلطان قابوس لأسماء العرب نسخة محفوظة 5 أبريل 2019 على موقع واي باك مشين.